# 羅克莫雷爾角
63°33′S 58°56′W / 63.550°S 58.933°W
羅克莫雷爾角（英語：Cape Roquemaurel）是南極洲的海岬，位於葛拉漢地，處於特里尼蒂半島北部，該海岬在1837至1840年由法國的探險隊發現，由南極條約體系管理。